# SN 2007qm
SN 2007qm – supernowa typu Ia odkryta 31 października 2007 roku w galaktyce A223048+0000. W momencie odkrycia miała maksymalną jasność 21,80m.